# سم‌شناسی نانومواد
نانوتوکسیکولوژی مطالعه سمیت نانومواد است. به دلیل اثرات اندازه کوانتومی و نسبت بزرگ سطح به حجم، نانومواد دارای خواص منحصر به فردی در مقایسه با همتایان بزرگتر خود هستند که بر سمیت آنها تأثیر می‌گذارد. از خطرات احتمالی، به نظر می‌رسد قرار گرفتن در معرض استنشاق بیشترین نگرانی را ایجاد می‌کند، زیرا مطالعات حیوانی اثرات ریوی مانند التهاب، فیبروز و سرطان زایی را برای برخی از نانومواد نشان می‌دهد. تماس با پوست و قرار گرفتن در معرض بلع نیز نگران کننده است.

## زمینه
نانومواد حداقل یک بعد اولیه کمتر از ۱۰۰ نانومتر دارند و اغلب دارای خواصی متفاوت از اجزای عمده آنها هستند که از نظر فناوری مفید هستند. از آنجایی که فناوری نانو یک پیشرفت اخیر است، اثرات بهداشتی و ایمنی قرار گرفتن در معرض نانومواد، و اینکه چه سطوحی از قرار گرفتن در معرض ممکن است قابل قبول باشد، هنوز به‌طور کامل شناخته نشده‌است. نانوذرات را می‌توان به نانوذرات مشتق از احتراق (مانند دوده گازوئیل)، نانوذرات ساخته‌شده مانند نانولوله‌های کربنی و نانوذرات طبیعی ناشی از فوران‌های آتشفشانی، شیمی اتمسفر و غیره تقسیم کرد. نانولوله‌های کربنی و باکمینسترفولرن.
نانوسم‌شناسی یکی از زیر تخصص‌های سم‌شناسی ذرات است. به نظر می‌رسد که نانومواد دارای اثرات سمی غیرعادی هستند و با ذرات بزرگتر دیده نمی‌شوند، و این ذرات کوچکتر به دلیل توانایی آنها در حرکت با سطح آزادی بسیار بالاتر در حالی که بدن برای حمله طراحی شده‌است می‌تواند تهدید بیشتری برای بدن انسان باشد. ذرات بزرگتر به جای ذرات در مقیاس نانو. به عنوان مثال، حتی عناصر بی اثر مانند طلا در ابعاد نانومتری بسیار فعال می‌شوند. مطالعات نانوتوکسیکولوژیک برای تعیین اینکه آیا و تا چه اندازه این خواص ممکن است تهدیدی برای محیط زیست و انسان باشد در نظر گرفته شده‌است. نانوذرات نسبت سطح به واحد جرم بسیار بزرگ‌تری دارند که در برخی موارد ممکن است منجر به اثرات پیش‌التهابی بیشتر در بافت ریه شود. علاوه بر این، به نظر می‌رسد برخی از نانوذرات می‌توانند از محل رسوب خود به مکان‌های دور مانند خون و مغز منتقل شوند.
نانوذرات را می‌توان استنشاق، بلعیده، از طریق پوست جذب کرد و عمداً یا تصادفاً در طی اقدامات پزشکی تزریق کرد. آنها ممکن است به‌طور تصادفی یا سهواً از مواد کاشته شده در بافت زنده آزاد شوند. یک مطالعه انتشار نانوذرات مهندسی شده هوابرد در محل کار و قرار گرفتن در معرض کارگران مرتبط با فعالیت‌های مختلف تولید و جابجایی را بسیار محتمل می‌داند.

## خواصی که بر سمیت تأثیر می‌گذارد
اندازه یک عامل کلیدی در تعیین سمیت بالقوه یک ذره است. با این حال این تنها عامل مهم نیست. سایر خواص نانومواد که بر سمیت تأثیر می‌گذارند عبارتند از: ترکیب شیمیایی، شکل، ساختار سطح، بار سطحی، تجمع و حلالیت، و وجود یا عدم وجود گروه‌های عاملی دیگر مواد شیمیایی. تعداد زیادی از متغیرهای مؤثر بر سمیت به این معنی است که تعمیم خطرات بهداشتی مرتبط با قرار گرفتن در معرض نانومواد دشوار است - هر نانومواد جدید باید به صورت جداگانه ارزیابی شود و تمام خواص مواد باید در نظر گرفته شود.

### ترکیب بندی

#### بر پایه فلز
نانوذرات مبتنی بر فلز (NPs) یک کلاس برجسته از نانوذرات هستند که برای عملکردهای خود به عنوان نیمه هادی‌ها، الکترولومینسانس‌ها و مواد ترموالکتریک سنتز شده‌اند. از نظر زیست پزشکی، این NPهای ضد باکتری در سیستم‌های دارورسانی برای دسترسی به مناطقی که قبلاً برای طب سنتی غیرقابل دسترس بوده‌است، استفاده شده‌است. با افزایش اخیر در علاقه و توسعه فناوری نانو، مطالعات زیادی برای ارزیابی اینکه آیا ویژگی‌های منحصربه‌فرد این نانوذرات، یعنی نسبت سطح بزرگ به حجم آن‌ها، ممکن است بر محیطی که بر روی آن معرفی شده‌اند تأثیر منفی بگذارد، انجام شده‌است. محققان دریافته‌اند که برخی از NPهای اکسید فلز و فلز ممکن است بر سلول‌ها تأثیر بگذارند که باعث شکستن و اکسیداسیون DNA، جهش، کاهش زنده‌مانی سلولی، مورفولوژی تاب برداشته، آپوپتوز و نکروز القایی و کاهش تکثیر می‌شوند. علاوه بر این، نانوذرات فلزی ممکن است پس از تجویز در صورت عدم مهندسی دقیق در موجودات باقی بمانند.

#### بر پایه کربن
آخرین مطالعات سم‌شناسی روی موش‌ها در سال ۲۰۱۳ که شامل قرار گرفتن در معرض نانولوله‌های کربنی (CNT) بود، پتانسیل التهابی ریوی محدود MWCNT را در سطوحی مطابق با میانگین غلظت کربن عنصری قابل استنشاق مشاهده شده در تأسیسات CNT مستقر در ایالات متحده نشان داد. این مطالعه تخمین زد که سالهای زیادی از قرار گرفتن در معرض برای ایجاد آسیب‌شناسی قابل توجه لازم است.
یک بررسی نتیجه می‌گیرد که شواهد جمع‌آوری‌شده از زمان کشف فولرن‌ها به‌طور عمده به غیرسمی بودن C60 اشاره می‌کند. همان‌طور که در مورد مشخصات سمیت با هر گونه اصلاح شیمیایی یک بخش ساختاری وجود دارد، نویسندگان پیشنهاد می‌کنند که مولکول‌های منفرد به صورت جداگانه ارزیابی شوند.

#### دیگر
کلاس‌های دیگر نانومواد شامل پلیمرهایی مانند نانوسلولز و دندریمرها هستند.

### اندازه
راه‌های زیادی وجود دارد که اندازه می‌تواند بر سمیت نانوذره تأثیر بگذارد. به عنوان مثال، ذرات با اندازه‌های مختلف می‌توانند در مکان‌های مختلف در ریه‌ها رسوب کنند و با سرعت‌های متفاوتی از ریه‌ها پاک می‌شوند. اندازه همچنین می‌تواند بر واکنش پذیری ذرات و مکانیسم خاصی که توسط آن سمی هستند تأثیر بگذارد.

### حالت پراکندگی

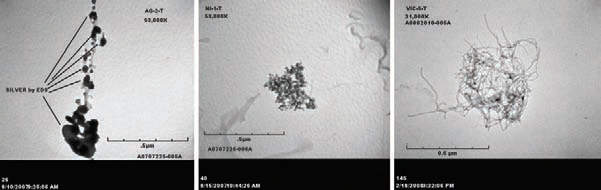
نانومواد موجود در ذرات آئروسل اغلب در حالت آگلومره یا انباشته هستند که بر خواص سمی آنها تأثیر می‌گذارد. نمونه‌های نشان داده شده در اینجا نانوذرات نقره، نانوذرات نیکل و نانولوله‌های کربنی چند جداره هستند.

بسیاری از نانوذرات هنگامی که در سیالات محیطی یا بیولوژیکی قرار می‌گیرند، آگلومره یا تجمع می‌یابند. واژه‌های انباشتگی و تجمع بر اساس سازمان‌های استاندارد ISO و ASTM تعاریف متمایزی دارند، که در آن تراکم نشان‌دهنده ذرات محدودتر است و تجمع نشان‌دهنده ذرات بسیار محکم یا ذوب‌شده (معمولاً در طول سنتز یا خشک شدن رخ می‌دهند). نانوذرات اغلب به دلیل قدرت یونی بالای سیالات محیطی و بیولوژیکی تجمع می‌یابند که از دافعه ناشی از بارهای روی نانوذرات محافظت می‌کند. متأسفانه، تراکم اغلب در مطالعات سمیت نانو نادیده گرفته شده‌است، حتی اگر انتظار می‌رود تراکم بر سمیت نانو تأثیر بگذارد زیرا اندازه، سطح و خواص رسوبی نانوذرات را تغییر می‌دهد. علاوه بر این، بسیاری از نانوذرات قبل از اینکه به هدف خود برسند تا حدی در محیط یا بدن تجمع می‌یابند، بنابراین مطالعه چگونگی تأثیر سمیت توسط تراکم بسیار مطلوب است.
پتانسیل‌های تراکم/آگلومراسیون (پایداری مکانیکی) خوشه‌های نانوذرات مهندسی شده در هوا نیز تأثیرات قابل‌توجهی بر پروفایل‌های توزیع اندازه آن‌ها در نقطه پایانی مسیرهای حمل‌ونقل محیطی دارند. سیستم‌های آئروسل‌زدایی و دگلومره‌زدایی مختلف برای آزمایش پایداری آگلومره‌های نانوذرات ایجاد شده‌اند.

### شیمی سطح و بار
NPها در اجرای خود با پوشش‌هایی پوشانده می‌شوند و گاهی اوقات بسته به عملکرد مورد نظر بارهای مثبت یا منفی می‌دهند. مطالعات نشان داده‌اند که این عوامل خارجی بر میزان سمیت نانوذرات تأثیر می‌گذارد.

## روش‌های تجویز

### تنفسی

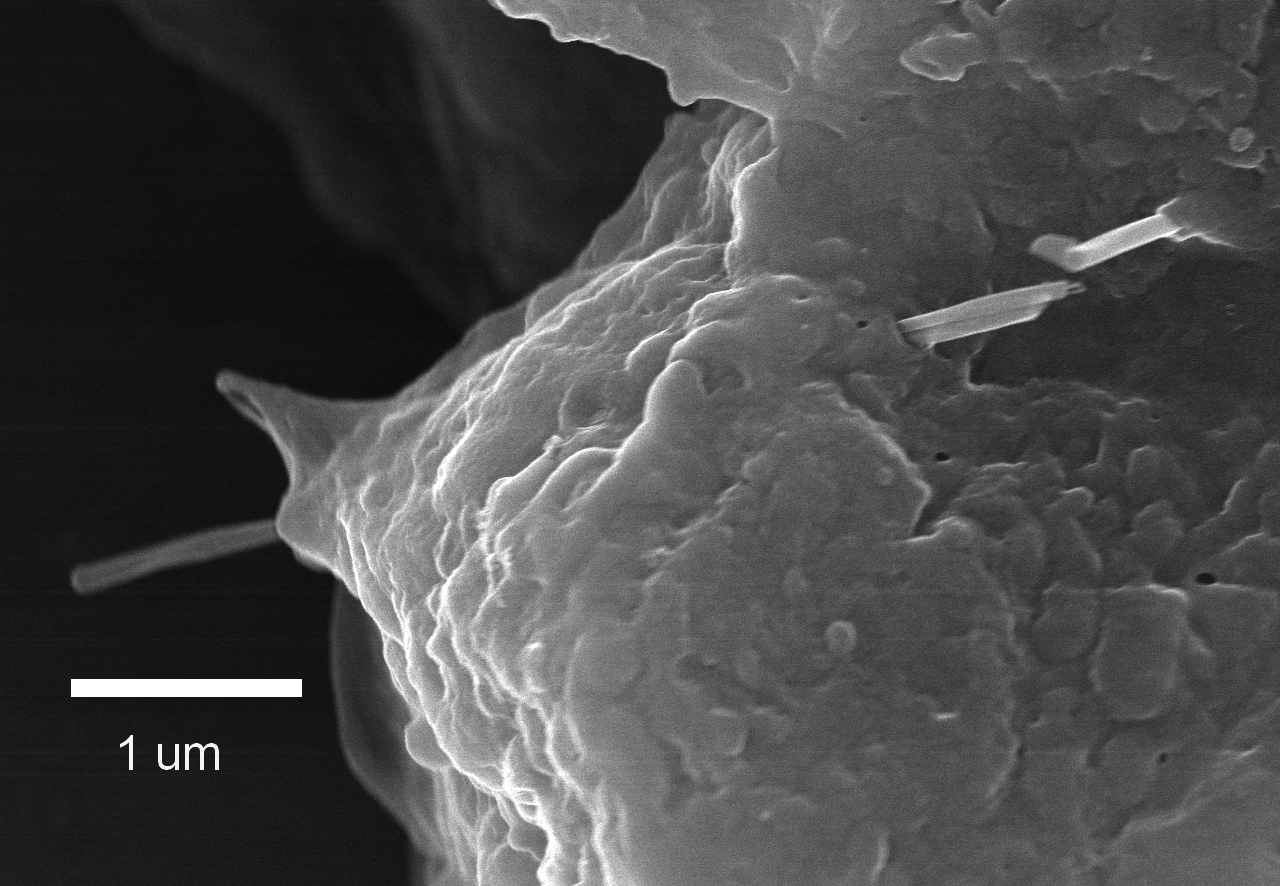
تصویری از میکروسکوپ الکترونی روبشی از دسته‌هایی از نانولوله‌های کربنی چند دیواره که یک سلول اپیتلیال آلوئولی را سوراخ می‌کنند.

قرار گرفتن در معرض استنشاق رایج‌ترین مسیر قرار گرفتن در معرض ذرات معلق در هوا در محل کار است. رسوب نانوذرات در مجرای تنفسی بر اساس شکل و اندازه ذرات یا آگلومراهای آنها تعیین می‌شود و به میزان بیشتری نسبت به ذرات قابل تنفس بزرگتر در ریه‌ها رسوب می‌کنند. بر اساس مطالعات حیوانی، نانوذرات ممکن است از ریه‌ها وارد جریان خون شده و به سایر اندام‌ها از جمله مغز منتقل شوند. خطر استنشاق تحت تأثیر گرد و غبار بودن مواد، تمایل ذرات به هوا شدن در پاسخ به یک محرک است. تولید گرد و غبار تحت تأثیر شکل ذرات، اندازه، چگالی ظاهری، و نیروهای الکترواستاتیک ذاتی و اینکه آیا نانو ماده به صورت پودر خشک است یا در یک دوغاب یا سوسپانسیون مایع است، قرار می‌گیرد.
مطالعات حیوانی نشان می‌دهد که نانولوله‌های کربنی و نانوالیاف کربنی می‌توانند باعث ایجاد اثرات ریوی از جمله التهاب، گرانولوم‌ها و فیبروز ریوی شوند که در مقایسه با سایر مواد فیبروژنیک شناخته‌شده مانند سیلیس، آزبست و کربن سیاه بسیار ریز، قدرت مشابه یا بیشتر داشتند. برخی از مطالعات روی سلول‌ها یا حیوانات اثرات ژنوتوکسیک یا سرطان زا یا اثرات سیستمیک قلبی عروقی ناشی از قرار گرفتن در معرض ریوی را نشان داده‌اند. اگرچه میزانی که داده‌های حیوانی ممکن است اثرات بالینی قابل توجه ریه را در کارگران پیش‌بینی کند مشخص نیست، سمیت مشاهده شده در مطالعات کوتاه مدت حیوانی نشان دهنده نیاز به اقدامات محافظتی برای کارگرانی است که در معرض این نانو مواد قرار دارند. از سال ۲۰۱۳، تحقیقات بیشتری در مطالعات طولانی مدت حیوانی و مطالعات اپیدمیولوژیک در کارگران مورد نیاز بود. تا سال ۲۰۱۳ هیچ گزارشی از اثرات نامطلوب واقعی بر سلامت کارگرانی که از این نانومواد استفاده می‌کنند یا تولید می‌کنند، شناخته نشده‌است گرد و غبار دی‌اکسید تیتانیوم (TiO 2) به عنوان یک خطر تومور ریه در نظر گرفته می‌شود، با ذرات فوق ریز (نانو در مقیاس) دارای قدرت مبتنی بر جرم افزایش یافته نسبت به TiO2 ریز، از طریق مکانیسم ژنوتوکسیتی ثانویه که مختص TiO2 نیست، اما در درجه اول مربوط به ذرات است. اندازه و مساحت سطح

### پوستی
برخی از مطالعات نشان می‌دهد که نانومواد به‌طور بالقوه می‌توانند از طریق پوست دست نخورده در طول مواجهه شغلی وارد بدن شوند. مطالعات نشان داده‌است که ذراتی با قطر کمتر از ۱ میکرومتر ممکن است به داخل نمونه‌های پوست خم شده مکانیکی نفوذ کنند و نانوذرات با خواص فیزیکی و شیمیایی متفاوت قادر به نفوذ به پوست سالم خوک‌ها هستند. عواملی مانند اندازه، شکل، حلالیت در آب و پوشش سطحی به‌طور مستقیم بر پتانسیل نفوذ نانوذره به پوست تأثیر می‌گذارند. در حال حاضر، به‌طور کامل مشخص نیست که آیا نفوذ نانوذرات به پوست می‌تواند منجر به اثرات نامطلوب در مدل‌های حیوانی شود، اگرچه نشان داده شده‌است که کاربرد موضعی SWCNT خام روی موش‌های برهنه باعث تحریک پوستی می‌شود، و مطالعات آزمایشگاهی با استفاده از پوست اولیه یا کشت‌شده انسان نشان داده شده‌است. سلول‌ها نشان داده‌اند که نانولوله‌های کربنی می‌توانند وارد سلول‌ها شوند و باعث آزاد شدن سیتوکین‌های التهابی، استرس اکسیداتیو و کاهش زنده‌مانی شوند. با این حال، مشخص نیست که چگونه این یافته‌ها ممکن است به یک خطر شغلی بالقوه تعمیم داده شوند. علاوه بر این، نانوذرات ممکن است از طریق زخم وارد بدن شوند و ذرات به خون و غدد لنفاوی مهاجرت کنند.

### دستگاه گوارش
بلع ممکن است از انتقال ناخواسته دست به دهان مواد رخ دهد. مشخص شده‌است که این اتفاق در مورد مواد سنتی رخ می‌دهد، و از نظر علمی منطقی است که فرض کنیم این اتفاق می‌تواند در حین کار با مواد نانو نیز رخ دهد. بلع همچنین ممکن است با قرار گرفتن در معرض استنشاق همراه باشد زیرا ذراتی که از طریق پله برقی مخاطی از دستگاه تنفسی پاک می‌شوند ممکن است بلعیده شوند.

## توزیع زیستی

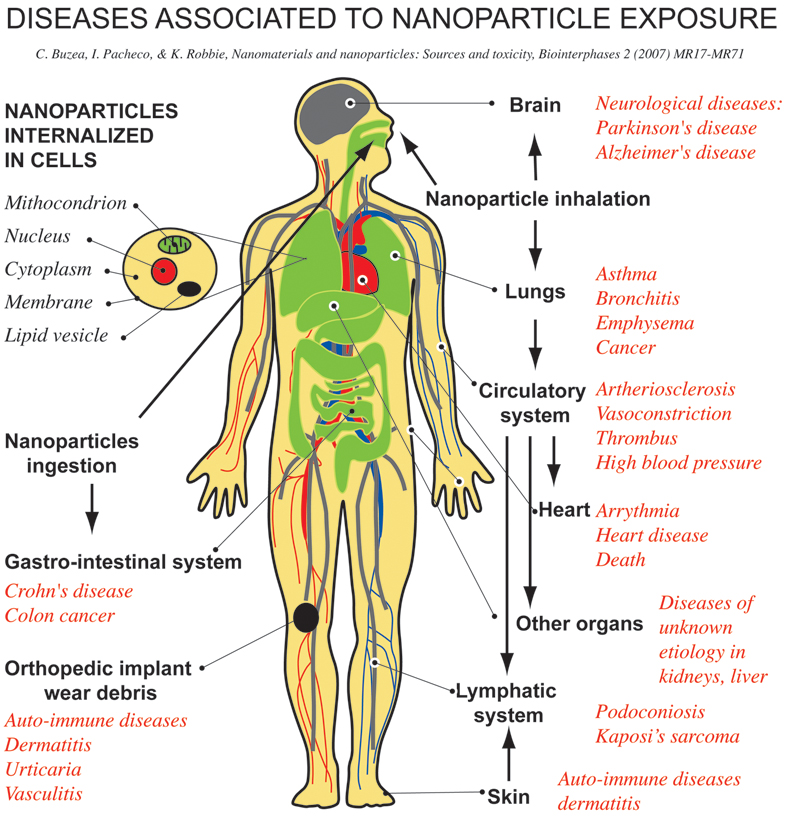
مسیرهای قرار گرفتن در معرض نانوذرات و بیماری‌های مرتبط با آن که توسط مطالعات اپیدمیولوژیک، in vivo و in vitro پیشنهاد شده‌است.

اندازه بسیار کوچک نانومواد همچنین به این معنی است که آنها بسیار راحت تر از ذرات با اندازه بزرگتر وارد بدن انسان می‌شوند. نحوه رفتار این نانوذرات در داخل بدن هنوز یک سؤال اساسی است که باید حل شود. رفتار نانوذرات تابعی از اندازه، شکل و واکنش سطحی آنها با بافت اطراف است. در اصل، تعداد زیادی ذرات می‌توانند فاگوسیت‌های بدن، سلول‌هایی که مواد خارجی را می‌خورند و از بین می‌برند، بیش از حد بارگذاری کنند، در نتیجه واکنش‌های استرسی ایجاد می‌کنند که منجر به التهاب و تضعیف دفاع بدن در برابر سایر عوامل بیماری‌زا می‌شود. علاوه بر سؤالاتی در مورد اینکه چه اتفاقی می‌افتد اگر نانوذرات تجزیه ناپذیر یا به آرامی تجزیه شونده در اندام‌های بدن انباشته شوند، نگرانی دیگر، تعامل یا تداخل بالقوه آنها با فرآیندهای بیولوژیکی داخل بدن است. به دلیل مساحت سطح بزرگ خود، نانوذرات در مواجهه با بافت و مایعات، بلافاصله برخی از ماکرومولکول‌هایی را که با آنها مواجه می‌شوند جذب سطح خود می‌کنند. این ممکن است، برای مثال، مکانیسم‌های تنظیمی آنزیم‌ها و سایر پروتئین‌ها را تحت تأثیر قرار دهد.
نانومواد قادر به عبور از غشاهای بیولوژیکی و دسترسی به سلول‌ها، بافت‌ها و اندام‌هایی هستند که ذرات با اندازه بزرگتر معمولاً نمی‌توانند. نانومواد می‌توانند از طریق استنشاق یا بلع به جریان خون دسترسی پیدا کنند. پوست شکسته یک سد ذرات ناکارآمد است، که نشان می‌دهد آکنه، اگزما، زخم‌های اصلاح یا آفتاب سوختگی شدید ممکن است جذب نانومواد از پوست را تسریع کند. سپس، پس از ورود به جریان خون، نانومواد می‌توانند در سراسر بدن حمل شوند و توسط اندام‌ها و بافت‌ها از جمله مغز، قلب، کبد، کلیه‌ها، طحال، مغز استخوان و سیستم عصبی جذب شوند. نانومواد بسته به ترکیب و غلظت آنها می‌توانند برای بافت و کشت سلولی انسان سمی باشند (که منجر به افزایش استرس اکسیداتیو، تولید سیتوکین التهابی و مرگ سلولی می‌شود).

## مکانیسم‌های سمیت

### استرس اکسیداتیو
برای برخی از انواع ذرات، هرچه کوچکتر باشند، نسبت سطح به حجم آنها بیشتر است و واکنش شیمیایی و فعالیت بیولوژیکی آنها بیشتر است. واکنش‌پذیری شیمیایی بیشتر نانومواد می‌تواند منجر به افزایش تولید گونه‌های فعال اکسیژن (ROS) از جمله رادیکال‌های آزاد شود. تولید ROS در طیف متنوعی از نانومواد از جمله فولرن‌های کربنی، نانولوله‌های کربنی و اکسیدهای فلزی نانوذرات یافت شده‌است. تولید ROS و رادیکال‌های آزاد یکی از مکانیسم‌های اولیه سمیت نانوذرات است. ممکن است منجر به استرس اکسیداتیو، التهاب و در نتیجه آسیب به پروتئین‌ها، غشاها و DNA شود. به عنوان مثال، استفاده از اکسید فلزی نانوذره با میدان‌های مغناطیسی که ROS را تعدیل می‌کند و منجر به افزایش رشد تومور می‌شود.

### سمیت سلولی
یک نشانگر اولیه برای اثرات مخرب نانوذرات، زنده ماندن سلولی است که توسط حالت و سطح در معرض غشای سلولی تعیین می‌شود. سلول‌هایی که در معرض نانوذرات فلزی قرار دارند، در مورد اکسید مس، تا ۶۰ درصد از سلول‌هایشان غیرقابل زنده شدن هستند. یون‌های فلزی با بار مثبت معمولاً وقتی رقیق می‌شوند، یک جاذبه الکترواستاتیکی به غشای سلولی سلول‌های مجاور را تجربه می‌کنند و غشاء را می‌پوشانند و از نفوذ آن به سوخت‌ها و ضایعات لازم جلوگیری می‌کنند. با غشای کمتر در معرض برای حمل و نقل و ارتباطات، سلول‌ها اغلب غیرفعال می‌شوند.
مشخص شده‌است که نانوذرات عمدتاً به دلیل آسیب میتوکندری و استرس اکسیداتیو ناشی از واکنش‌های الکترواستاتیکی نانوذرات خارجی، آپوپتوز را در سلول‌های خاص القا می‌کنند.

### سمیت ژنتیکی
نانوذرات اکسید فلز و فلز مانند نقره، روی، اکسید مس، اورانینیت و اکسید کبالت نیز باعث آسیب DNA می‌شوند. آسیب وارد شده به DNA اغلب منجر به سلول‌ها و کلونی‌های جهش‌یافته در آزمایش ژن HPRT می‌شود.

## روش‌ها و استانداردها
مشخص کردن خواص فیزیکی و شیمیایی یک نانومواد برای اطمینان از تکرارپذیری مطالعات سم‌شناسی مهم است، و همچنین برای مطالعه چگونگی تعیین خواص نانومواد اثرات بیولوژیکی آنها حیاتی است. خواص یک نانومواد مانند توزیع اندازه و حالت تجمع می‌تواند با تهیه و استفاده از یک ماده در مطالعات سم‌شناسی تغییر کند و اندازه‌گیری آنها را در نقاط مختلف آزمایش مهم می‌کند.
در مقایسه با مطالعات سم‌شناسی مرسوم تر، در نانوسم‌شناسی، شناسایی آلاینده‌های بالقوه چالش‌برانگیز است. خود سیستم‌های بیولوژیکی هنوز به‌طور کامل در این مقیاس شناخته نشده‌اند. روش‌های تجسم مانند میکروسکوپ الکترونی (SEM و TEM) و تجزیه و تحلیل میکروسکوپ نیروی اتمی (AFM) امکان تجسم دنیای نانو را فراهم می‌کند. مطالعات نانوتوکسیکولوژی بیشتر مستلزم توصیف دقیق ویژگی‌های یک نانو عنصر معین است: اندازه، ترکیب شیمیایی، شکل دقیق، سطح تجمع، ترکیب با سایر ناقل‌ها و غیره. نانو جزء قبل از معرفی آن در محیط زندگی بلکه در محیط بیولوژیکی (عمدتاً آبی).
نیاز به روش‌های جدید برای ارزیابی سریع حضور و واکنش‌پذیری نانوذرات در نمونه‌های تجاری، زیست‌محیطی و بیولوژیکی وجود دارد، زیرا تکنیک‌های تشخیص فعلی به ابزار دقیق تحلیلی گران‌قیمت و پیچیده نیاز دارند.

## جنبه‌های سیاستی و نظارتی
مطالعات سم‌شناسی نانومواد ورودی کلیدی در تعیین محدودیت‌های مواجهه شغلی است.
انجمن سلطنتی پتانسیل نفوذ نانوذرات به پوست را شناسایی کرده و توصیه می‌کند که استفاده از نانوذرات در لوازم آرایشی مشروط به ارزیابی مطلوب کمیته مشورتی ایمنی کمیسیون اروپا باشد.
پروژه فناوری‌های نوظهور مرکز وودرو ویلسون نتیجه می‌گیرد که بودجه کافی برای تحقیقات ایمنی و سلامت انسان وجود ندارد و در نتیجه در حال حاضر درک محدودی از خطرات سلامت و ایمنی انسان مرتبط با فناوری نانو وجود دارد. در حالی که ابتکار ملی نانوتکنولوژی ایالات متحده گزارش می‌دهد که حدود چهار درصد (حدود ۴۰ میلیون دلار) به تحقیق و توسعه مرتبط با ریسک اختصاص داده شده‌است، مرکز وودرو ویلسون تخمین می‌زند که تنها حدود ۱۱ میلیون دلار در واقع به تحقیقات مرتبط با ریسک اختصاص می‌یابد. آنها در سال ۲۰۰۷ استدلال کردند که افزایش بودجه به حداقل ۵۰ میلیون دلار در دو سال آینده ضروری است تا شکاف‌های دانش در این زمینه‌ها پر شود.
پتانسیل قرار گرفتن در معرض محیط کار توسط گزارش انجمن سلطنتی در سال ۲۰۰۴ برجسته شد که بازنگری مقررات موجود را برای ارزیابی و کنترل قرار گرفتن در محل کار با نانوذرات و نانولوله‌ها توصیه کرد. این گزارش نگرانی خاصی را در مورد استنشاق مقادیر زیادی نانوذرات توسط کارگران درگیر در فرایند تولید ابراز می‌کند.
ذینفعان نگران فقدان یک چارچوب نظارتی برای ارزیابی و کنترل خطرات مرتبط با انتشار نانوذرات و نانولوله‌ها با آنسفالوپاتی اسفنجی شکل گاوی (بیماری جنون گاوی)، تالیدومید، غذای اصلاح‌شده ژنتیکی، انرژی هسته‌ای، فناوری‌های تولیدمثلی، بیوتکنولوژی مشابه هستند. و آزبستوز. با توجه به چنین نگرانی‌هایی، گروه ETC مستقر در کانادا خواستار توقف تحقیقات مرتبط با نانو تا زمانی که چارچوب‌های نظارتی جامعی ایجاد شود که ایمنی محل کار را تضمین می‌کند، شده‌است.